# Vladimir Rusjajlo
Vladimir Rusjajlo (Russisk: Влади́мир Бори́сович Руша́йло, tr. Vladímir Borísovitj Rusjájlo; født 1953 i Tambov) er en russisk politiker og tidligere indenrigsminister.
Fra 1999 – 2000 var han russisk indenrigsminister og fra den 14. juni 2004 til den 5. oktober 2007 generalsekretær for Fællesskabet af Uafhængige Stater.
1. ↑  Navnet er anført på bokmål og stammer fra Wikidata hvor navnet endnu ikke findes på dansk.
2. ↑  Navnet er anført på engelsk og stammer fra Wikidata hvor navnet endnu ikke findes på dansk.
3. ↑  Navnet er anført på fransk og stammer fra Wikidata hvor navnet endnu ikke findes på dansk.